# Huracán Paloma
El  huracán Paloma fue un intenso ciclón tropical que afectó las islas Caimán y Cuba en el Mar Caribe a principios de noviembre de 2008. Paloma fue el decimoséptimo ciclón tropical, la decimosexta tormenta tropical, octavo huracán y el quinto huracán Mayor de la temporada de huracanes del Atlántico de 2008.
Paloma se desarrolló de una fuerte perturbación tropical en la costa este de Nicaragua y la costa del norte de Honduras el 5 de noviembre. La perturbación se desarrolló lentamente en una depresión tropical cubriendo la línea de la costa. La depresión se reforzó en una tormenta tropical durante las primeras horas del 6 de noviembre, y después en huracán más tarde ese mismo día. Al siguiente día, Paloma se intensificó en un Huracán categoría 2 y luego en categoría 3 (Huracán Mayor). Durante las primeras horas del 8 de noviembre, siguió una continua intensificación y alcanzó la categoría 4, sin embargo, se debilitó rápidamente a Categoría 3 antes de tocar tierra en Santa Cruz del Sur, Cuba. Paloma se debilitó en tormenta tropical al adentrarse a Cuba el 9 de noviembre, donde pronto tuvo un desplazamiento casi estacionario. El ciclón tropical se disipó horas después, en la tarde de ese día. El Huracán Paloma causó extensos daños, y aunque el costo específico no está disponible para las Islas Caimán, en Cuba se estima una pérdida de 1.400 millones de dólares (2008).

## Historia del ciclón tropical

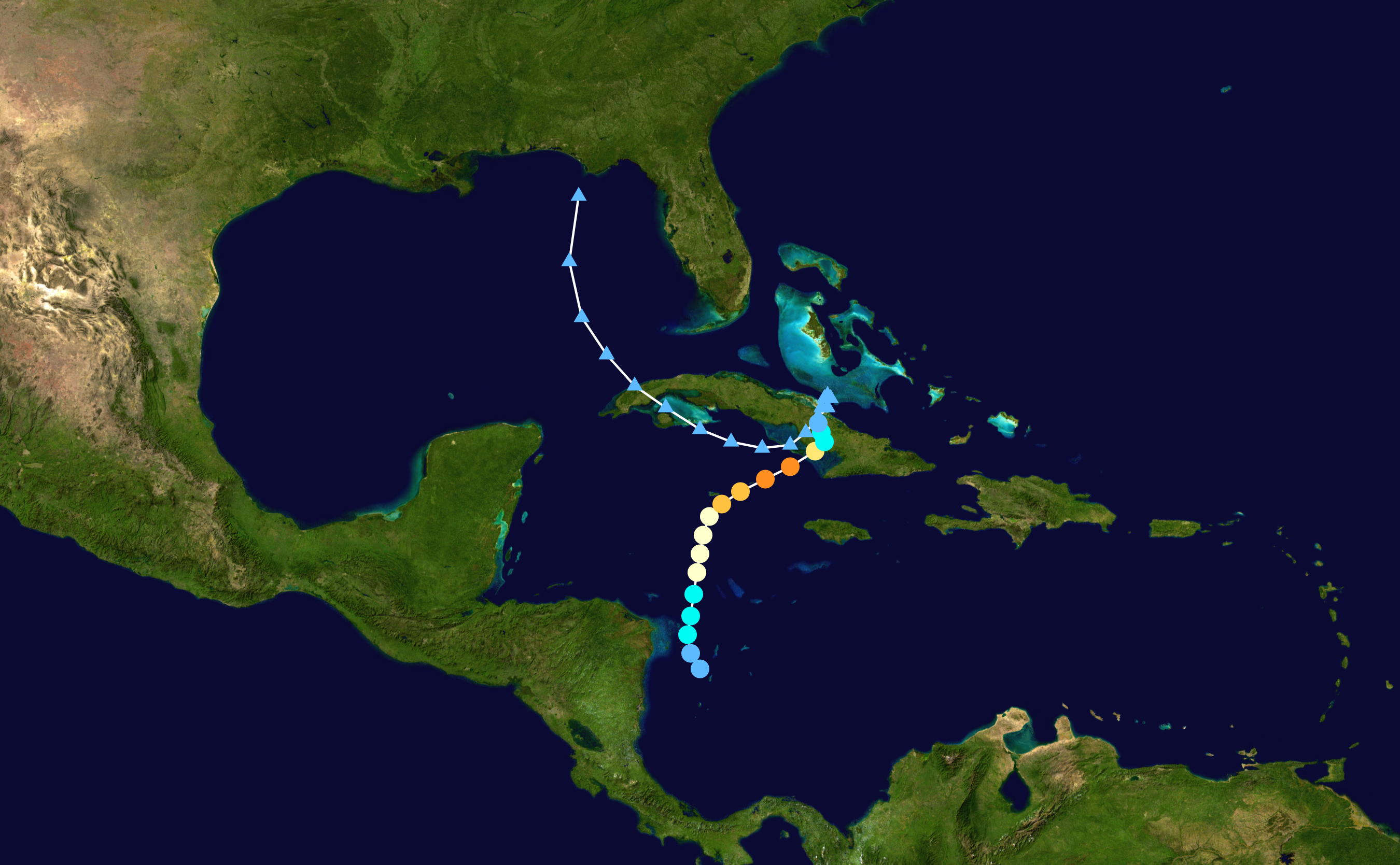
Trayectoria del Huracán Paloma.

El sistema que originó a Paloma se formó a partir de un sistema de baja presión al este de la costa de Belice y al norte de la costa de Honduras el 3 de noviembre. Se organizó lentamente y durante la tarde del 5 de noviembre adquirió el desarrollo suficiente para ser clasificada como Depresión tropical Diecisiete. En las primeras horas del día 6 de noviembre se fortaleció y fue rebautizada Tormenta tropical Paloma, aunque por poco tiempo. Hacia la noche del mismo día, y ya a unos 250 km de las Islas Caimán, el sistema adquirió intensidad de huracán, información confirmada por una boya de la NOAA. 
Su gradual fortalecimiento continuó durante el 7 de noviembre y Paloma se convirtió en un huracán de categoría 2 esa misma tarde, siendo el primer huracán en alcanzar dicha categoría en noviembre desde el Huracán Michelle en 2001. El sistema continuó intensificándose, alcanzando la categoría 3 esa misma noche y categoría 4 en las primeras horas del 8 de noviembre. El centro de Paloma pasó directamente sobre Pequeño Caimán y Caimán Brac esa mañana con vientos de 220 km/h.
El huracán continuó su avance hacia el noreste y llegó a su pico máximo de 230 km/h hacia las 4 p. m., AST (2100 UTC), convirtiéndose oficialmente en el segundo huracán más poderoso registrado en el mes de noviembre, según la velocidad del viento, sólo superado por el Huracán Lenny en 1999. Paloma mantuvo su intensidad, pero se debilitó súbitamente a categoría 3 (215 km/h) antes de tocar tierra cerca de Santa Cruz del Sur, Cuba esa noche. Paloma golpeó exactamente en el mismo lugar y el mismo día que el Huracán de Cuba de 1932, 76 años antes.
Luego de tocar tierra, Paloma registró un debilitamiento constante sobre Cuba, convirtiéndose en tormenta tropical en las primeras horas del 9 de noviembre y, luego, en una depresión tropical esa misma tarde, mientras se mantenía estacionaria en el área. A las 10 p. m. AST se emitió el último aviso meteorológico.

## Preparativos
Al intensificarse y acercarse Paloma a las Islas Caimán, residentes y turistas fueron evacuados de las zonas bajas y se cerró el aeropuerto local. Se desconectaron los servicios de agua y electricidad. El navío británico RFA Wave Ruler fue enviado a Pequeño Caimán y Caimán Brac, quedando a disposición del gobernador Stuart Jack para prestar ayuda humanitaria.
En la provincia de Sancti Spíritus, Cuba, más de 85.000 estudiantes fueron evacuados de áreas bajas ante la llegada de Paloma. Solamente en la provincia centro-oriental de Camagüey se movilizó a más de 220.000 personas hacia terrenos más elevados, y otras 17.000 también lo fueron en la provincia oriental de Las Tunas.

## Impacto

### Cuba
Según funcionarios cubanos, el efecto de Paloma sobre la red eléctrica no fue tan severo como la destrucción causada por Gustav y Ike, sólo unos meses antes. Sin embargo, Paloma causó la caída de líneas eléctricas y telefónicas y derribó una importante torre de comunicaciones. El huracán produjo una marejada ciclónica de unos 4 metros, lo que provocó un corrimiento de la línea costera de casi 1.5 km en Santa Cruz del Sur, donde tocó tierra causando daños extensos y destrozando 435 casas.
El oleaje y el viento redujo las casas de madera a astillas, dejándolas cubiertas de algas. Dos paredes de concreto de una fábrica de dos plantas se derrumbaron parcialmente haciendo añicos 57 botes de madera que se alojaban en su interior. Los daños totales en Cuba ascienden a 1.400 millones de dólares (2008). El gobierno no reportó muertes relacionadas con Paloma, aunque un grupo disidente denunció que una persona murió en la tormenta. Se estima que la pérdidas totales por los tres huracanes juntos es de alrededor 8.400 millones de dólares (2008).

### Islas Caimán
En general, el daño en Gran Caimán no fue severo. Hubo reportes de árboles y líneas eléctricas caídos y se informó de algunas inundaciones. Sin embargo, todos los caminos principales estuvieron transitables. El sistema eléctrico quedó dañado en algunas partes de la isla.
Caimán Brac, al este de Gran Caimán, se sintieron vientos con fuerza de huracán que causaron voladuras de techos, aunque no hubo avisos de víctimas fatales, de acuerdo al local Comité de Manejo de Riesgos. Algunos residentes de la isla buscaron refugio en un edificio cuyo techo sufrió un colapso parcial. El Comisionado de Distrito de Caimán Brac dijo que 90 % de los edificios estaban dañados y que unas 500 personas se instalaron en refugios. El gobierno dijo estar trabajando en un plan para proveer alojamiento temporario para los residentes de la isla.

### Jamaica
Se informó de inundaciones en algunas partes de Jamaica, como resultado de las bandas externas de Paloma. Una persona se ahogó en la parroquia de Clarendon al intentar cruzar un río inundado.

## Registro histórico
Paloma fue uno de los siete huracanes mayores registrados en un mes de noviembre. Los demás fueron: el Huracán de Jamaica de 1912, el Gran Huracán de Cuba de 1932, el Huracán Greta de 1956, el Huracán Kate de 1985, el Huracán Lenny de 1999, el Huracán Michelle de 2001 y Los Huracanes Huracán Eta e Huracán Iota de la temporada 2020. Además, al alcanzar Paloma la categoría 3 el 7 de noviembre, la temporada de 2008 fue la primera que registró al menos un huracán mayor en cada uno de sus meses: julio, agosto, septiembre, octubre y noviembre. El 8 de noviembre, Paloma se convirtió en el quinto huracán en alcanzar fuerza de categoría 4 en el mes de noviembre, después del Huracán de Cuba, Greta, Lenny y Michelle. También fue el segundo huracán más tardío que alcanzó categoría 4. En cuanto a sus vientos, Paloma es el segundo huracán más intenso de noviembre, superado solo por Lenny.
Paloma fue apenas el cuarto huracán nombrado con la letra "P" en el Océano Atlántico: los demás fueron Philippe en 2005, Peter en 2003 y Pablo en 1995. Paloma también marcó la segunda vez que se registraron 16 ciclones en ambas temporadas del Atlántico y del Pacífico. Ya había ocurrido en 2003, aunque los registros anteriores a 1944 están incompletos.
Cuando el 8 de noviembre el Huracán Paloma golpeó Cuba con vientos de 200 km/h, fue la primera vez que tres huracanes mayores golpean Cuba en una misma temporada: los otros dos fueron Gustav y Ike, que azotaron la isla con categoría 4 y 3 respectivamente. Asimismo, esta fue la primera vez que se usa el nombre "Paloma" en cualquiera de ambos océanos.
Debido a los cuantiosos daños causados La Organización Meteorológica Mundial decidió en primavera del 2009 retirar el nombre de "Paloma" de la lista VI de nombres de huracanes, será sustituido por "Paulette" para la Temporada de huracanes del Atlántico de 2014, aunque el nombre su utilizó por primera vez en la Temporada 2020.